# Anders P. Bongo
Anders P. Bongo   (12 de desembre de 1946 - 25 de juny de 2025), nom sami: Boŋggu Ánte o Boŋgg' Ánte, va ser un intèrpret i compositor de joiks, ramader de rens i empresari sami de Kautokeino. És considerat un dels més importants representants del joik tradicional.

## Biografia
Des del 1992 fins al 1998 va participar en totes les edicions del concurs Sámi Grand Prix, sempre en la categoria del joik tradicional, i el 1996 hi va guanyar el primer premi. El 1999 va publicar el primer àlbum Nášša amb 29 joiks a cappella. Van seguir Dolin (2002), el senzill Sámi álbmot (2007), Boŋggu Ántte 4. skearru (2011) i Luonddus (2018). En aquest darrer disc que contenia joiks de Kautokeino i Kárášjohka també hi va participar la seva esposa Marit Gunhild Bongo.
Anders P. Bongo va interpretar en total 144 joiks, dels quals 36 són composicions pròpies, i va actuar en concerts de música sami a Sápmi i a diferents indrets a Noruega i al estranger. Per la seva tasca de preservació i difusió del joik tradicional, l'any 2004 va rebre el premi Áillohaš de música.

## Discografia

### Àlbums d'estudi
- 1999 Nášša[4]
- 2002 Dolin (Abans)
- 2011 Boŋggu Ántte 4. skearru (Boŋggu Ántes quart disc)
- 2018 Luonddus (A la natura)

### Senzill
- 2007 Sámi álbmot (Poble sami)

### Àlbums recopilatoris
- 2004 Sámi Grand Prix 2004, amb joik Per Ivan
- 2005 Davvi jienat, amb joiks Bohccot, Cuoika, Per Bongo i Rávdu[9]
- 2005 Sámi Grand Prix 2005, amb joik Beassásmárkaniid
- 2018 Juoigalasat juoiggastit, amb joiks Juoigalasat i Máhte Mihkkal[10]

## Filmografia
- 2014 – Juoigan[11]